# Spilosoma gracilis
Spilosoma gracilis là một loài bướm đêm thuộc phân họ Arctiinae, họ Erebidae.